# 李文瑞 (1927年)
李文瑞（1927年11月29日—2025年2月7日），男，汉族，黑龙江呼兰人，中国中医学家，北京医院教授，主任医师，北京中医药大学教授，博士生导师。第四届国医大师。